# Guiscardo Améndola
Guiscardo Améndola (* 27. Mai 1906 in Montevideo, Uruguay; † 1972) war ein uruguayischer Maler.
Er studierte bei seinem Vater Pantaleón Améndola, einem Absolventen der Akademie der schönen Künste (Accademia delle belle Arti) in Neapel. 1946 begann er seine Ausstellungen im Salón Nacional de Bellas Artes. Hier wurde er mehrfach ausgezeichnet. Er schuf Wandbilder in öffentlichen und privaten Gebäuden und stellte seine Werke sowohl im In- als auch im Ausland aus. Im August 1961 nahm er an der großen Ausstellung De Blanes a nuestros días, die anlässlich der Sitzung des Consejo Interamericano Económico y Social in Punta del Este stattfand, teil. Zu seinen zahlreichen Auszeichnungen zählen beispielsweise Preise der Comisión Nacional de Turismo und der Cámara de Senadores und der ihm 1965 gemeinsam mit José Saint Romain beim 2. Salón de Pintura Moderna verliehene Premio Adquisición. Améndola war mit Laura Verdié de Améndola verheiratet.

## Ausstellungen (Auszug)
- 1954: Ausstellung der Abstrakten Maler des Instituto de Estética an der Fakultät für Architektur der Universidad de la República
- 1955: 19 Pintores de Hoy in der Subte Municipal, Montevideo
- 1961: De Blanes a nuestros días in Punta del Este

## Auszeichnungen (Auszug)
- 1956: Erster Preis beim Wettbewerb der Comisión Municipal de Fiestas
- 1965: Premio Adquisición gemeinsam mit José Saint Romain beim 2. Salón de Pintura Moderna, organisiert von General Electric